# GenGIS

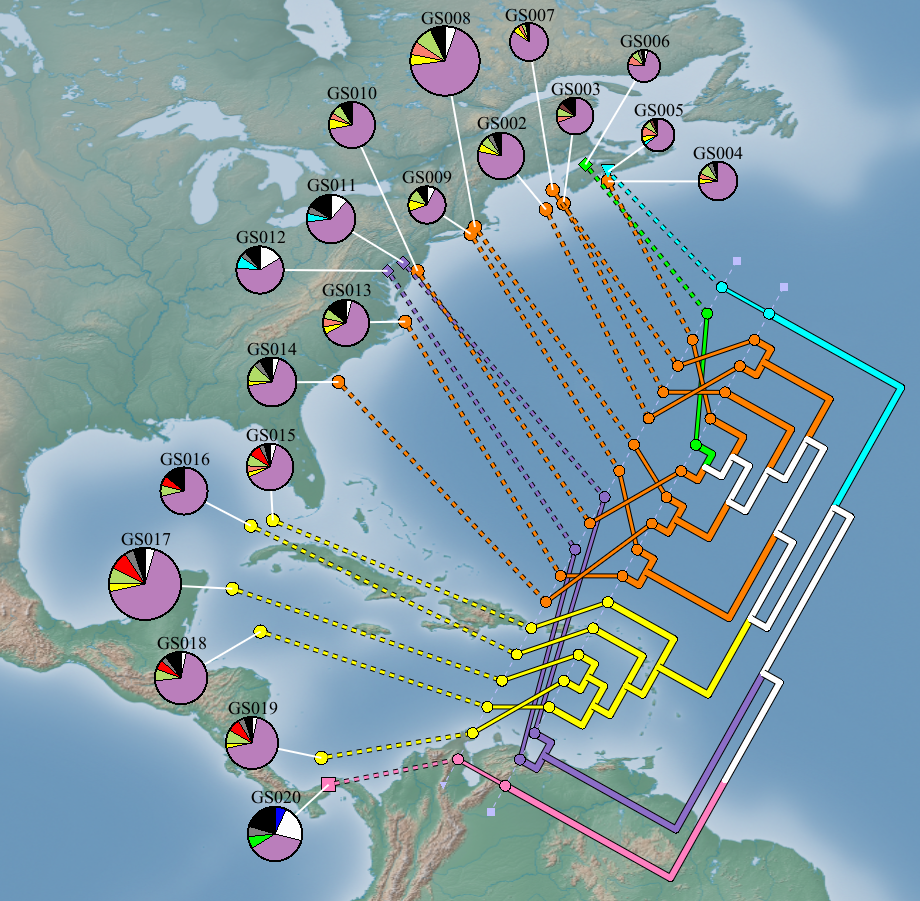
Biodiversité de 19 métagénomes de la mission Global Ocean Sampling Expedition

GenGIS est un logiciel open source gratuit qui permet d'intégrer, de visualiser et d'analyser des données géographiques, écologiques et phylogénétiques dans un seul système d'information géographique. Une des principales fonction de GenGIS est la détermination des axes géographiques correspondant à des voies de migration ou à des gradients responsable des similarités entre communautés. Les données peuvent également être explorées à l'aide de représentations graphiques synthétiques site par site. Des tests standards statistiques tels que les régressions linéaires ou la théorie des graphes extrémaux sont fournis dans le logiciel. Il est possible d'écrire ses propres scripts en R ou Python directement depuis GenGIS. Depuis sa sortie, GenGIS a été notamment utilisé pour étudier la phylogéographie de virus, de bactériophages, de bactéries et d'eucaryotes. Pour les données géographiques, les fichiers vectoriels ou rasters sont supportés.